# Franz Folliot de Crenneville
František Maria Jan hrabě Folliot de Crenneville-Poutet (německy Franz Maria Johann Graf Folliot de Crenneville-Poutet; 22. března 1815 Šoproň – 22. června 1888 Gmunden) byl rakouský generál francouzského původu. Od mládí sloužil v rakouské armádě, zastával velitelské funkce v různých částech monarchie, uplatnil se také jako diplomat. V letech 1859–1867 byl generálním pobočníkem císaře Františka Josefa a nakonec v letech 1867–1884 zastával funkci císařského nejvyššího komořího. Byl rytířem Řádu zlatého rouna a členem rakouské panské sněmovny.

## Životopis

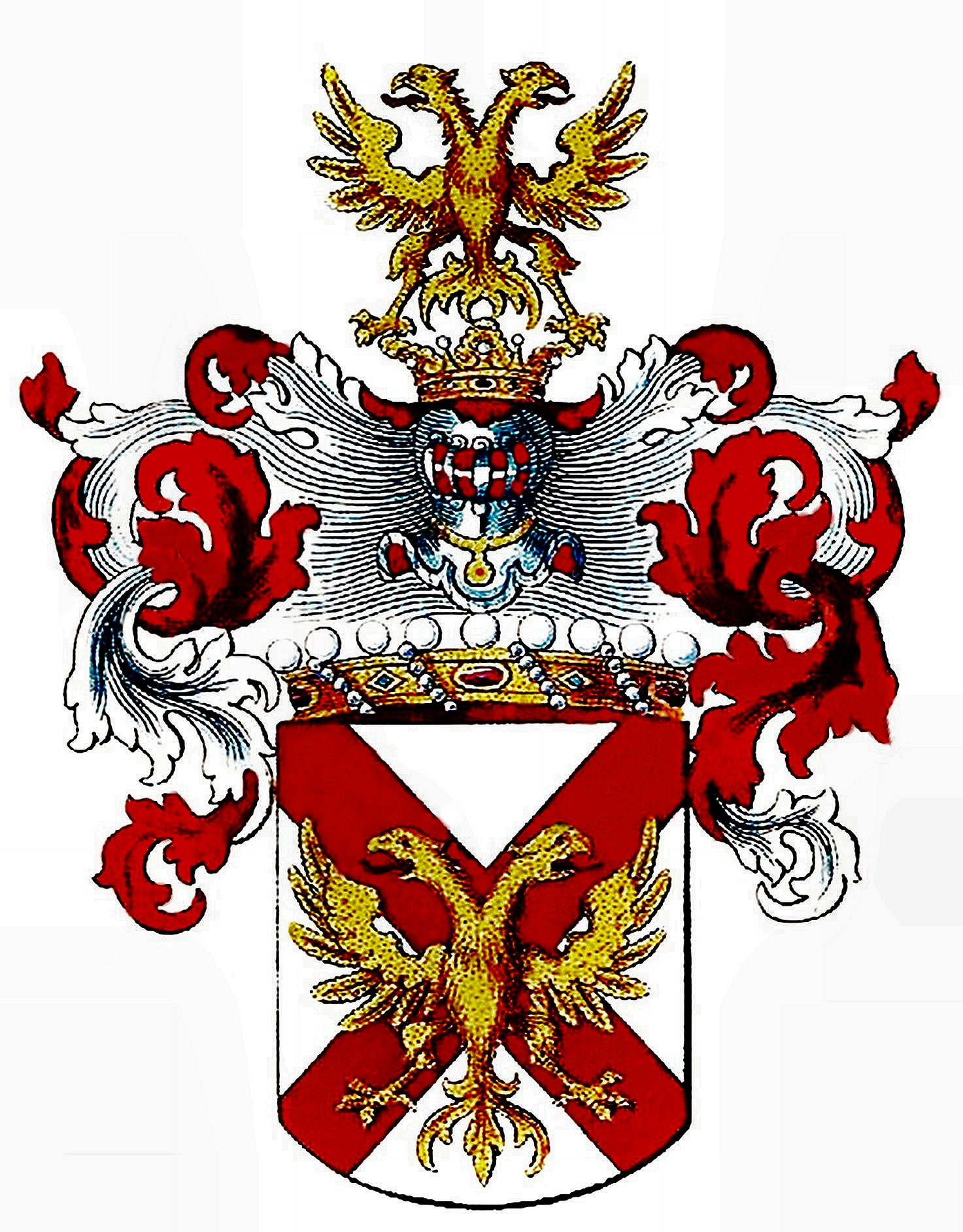
Erb rodu Folliot de Crenneville

Pocházel ze staré francouzské rodiny, která od roku 1530 užívala hraběcí titul. Narodil se jako třetí syn Ludvíka Karla Folliota de Crenneville (1765–1840), který po Velké francouzské revoluce přesídlil do Rakouska a dosáhl hodnosti generála jezdectva. František absolvoval vídeňskou Tereziánskou akademii a poté krátce studoval na námořní akademii v Benátkách (1830–1831), ale v roce 1831 vstoupil do armády. Krátce nato byl povýšen na poručíka, v roce 1841 byl jmenován c. k. komořím. Během revolučních let 1848–1849 bojoval v Itálii již v hodnosti plukovníka a císařského pobočníka. V roce 1850 dosáhl hodnosti generálmajora a od roku 1853 byl velitelem v Livornu. V závěru krymské války byl pověřen zvláštní diplomatickou misí do Francie, kde měl u císaře Napoleona III. obhajovat rakouské zájmy (1855). Tehdy také z Paříže odvezl rodinné dokumenty, které se staly základem rodového archívu uloženého dnes ve Vídni.
V roce 1857 byl povýšen na polního podmaršála a v letech 1857–1859 zastával funkci vrchního velitele v Kluži (Kolozsvár) v Sedmihradsku. V závěru neúspěšného tažení v Itálii v roce 1859 se vyznamenal obratným ústupem 5. armádního sboru. Namísto v nemilosti odvolaného hraběte Grünna byl jmenován císařovým generálním pobočníkem (1859–1867), Jako generální pobočník a ředitel císařovy vojenské kanceláře měl podíl na reformách v armádě, v roce 1867 dosáhl hodnosti c. k. polního zbrojmistra. V letech 1867–1884 byl nejvyšším komořím císařského dvora. V této funkci se zasloužil o uspořádání a katalogizaci habsburských uměleckých sbírek, sbírkový fond také obohatil četnými cestami po evropských zemích. V roce 1884 ze zdravotních důvodů na funkci rezignoval a odešel do soukromí. Poslední léta života strávil v Gmundenu, kde také zemřel. Jeho sídlem zde byla Villa Crenneville, známá v 19. století též pod názvem Bergschlössl, kterou koupil v roce 1867. Jeho hrob se nachází ve vesnici Altmünster poblíž Gmundenu.

## Tituly a ocenění

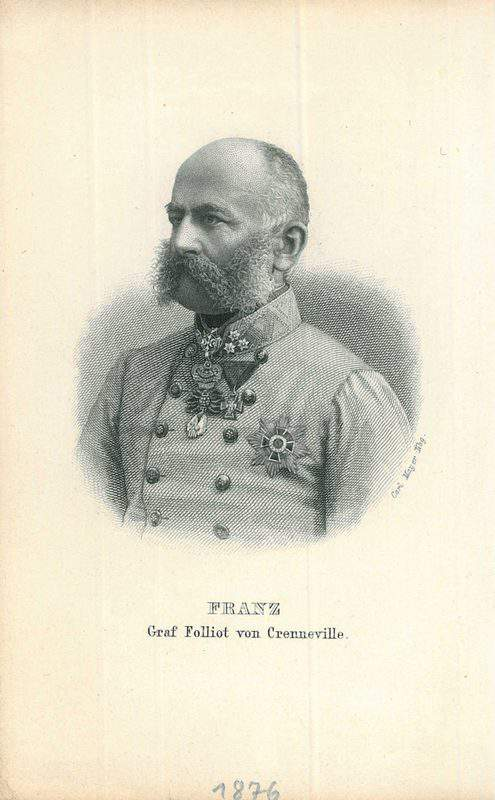
Polní zbrojmistr a nejvyšší komoří Franz Folliot de Crenneville (1876)

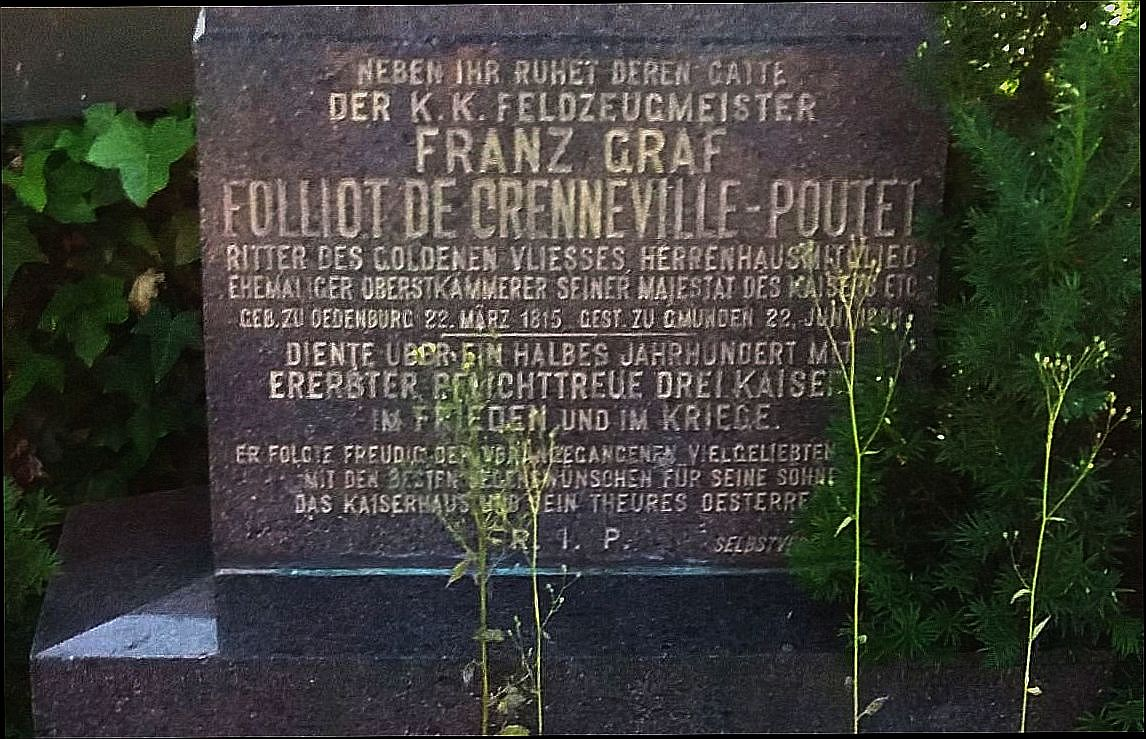
Hrob Franze Folliota de Crenneville v Altmünsteru

V roce 1840 byl jmenován c. k. komořím a jako císařský generální pobočník obdržel v roce 1859 titul c. k. tajného rady s nárokem na oslovení Excelence. V roce 1867 byl dekorován rakouským nejvyšším vyznamnenáním Řádem zlatého rouna, ve funkci dlouholetého císařského nejvyššího komořího získal také řadu ocenění od zahraničních panovníků. Mimo jiné byl také kancléřem Leopoldova řádu a čestným rytířem Maltézského řádu. Od roku 1860 byl čestným majitelem 75. pěšího pluku dislokovaného v Praze. V roce 1875 byl jmenován doživotním členem rakouské Panské sněmovny. 

### Rakousko-Uhersko
- velkokříž Královského uherského řádu svatého Štěpána (1881)
- Válečná medaile (1873)
- Řád zlatého rouna (1867)
- velkokříž Leopoldova řádu (1862)
- rytířský kříž Leopoldova řádu s válečnou dekorací (1859)
- Řád železné koruny II. třídy (1848)

### Zahraničí
- velkodůstojník Řádu čestné legie (Francie)
- rytíř Řádu Bílého orla I. třídy (Rusko)
- velkokříž Řádu červené orlice s brilianty (Německo)
- velkokříž Řádu růže (Brazílie)
- Řád Medžidie I. třídy (Osmanská říše)
- Řád Osmanie I. třídy (Osmanská říše)
- velkokříž Císařského řádu Guadalupe (Mexiko)
- rytíř Řádu slona (Dánsko)
- velkokříž Řádu svatého Josefa (Toskánsko)
- velkokříž Řádu Karla III. (Španělsko)
- velkokříž Řádu Spasitele (Řecko)
- velkokříž Řádu Leopolda (Belgie)
- velkokříž Řádu württemberské koruny (Württembersko)
- velkokříž Řádu nizozemského lva (Nizozemí)
- Záslužný řád bavorské koruny (Bavorsko)
- Řád Pia IX. (Papežský stát)
- Nejvyšší řád Kristův (Papežský stát)
- Řád sv. Januaria (Království Obojí Sicílie)
- Řád Ludvíkův (Hesensko)
- velkokříž Řádu Jindřicha Lva (Brunšvicko)
- Nasavský domácí řád zlatého lva (Nizozemí)
- Řád Adolfa Nasavského (Nasavsko)
- Vévodský sasko-ernestinský domácí řád (Sasko)

## Rodina

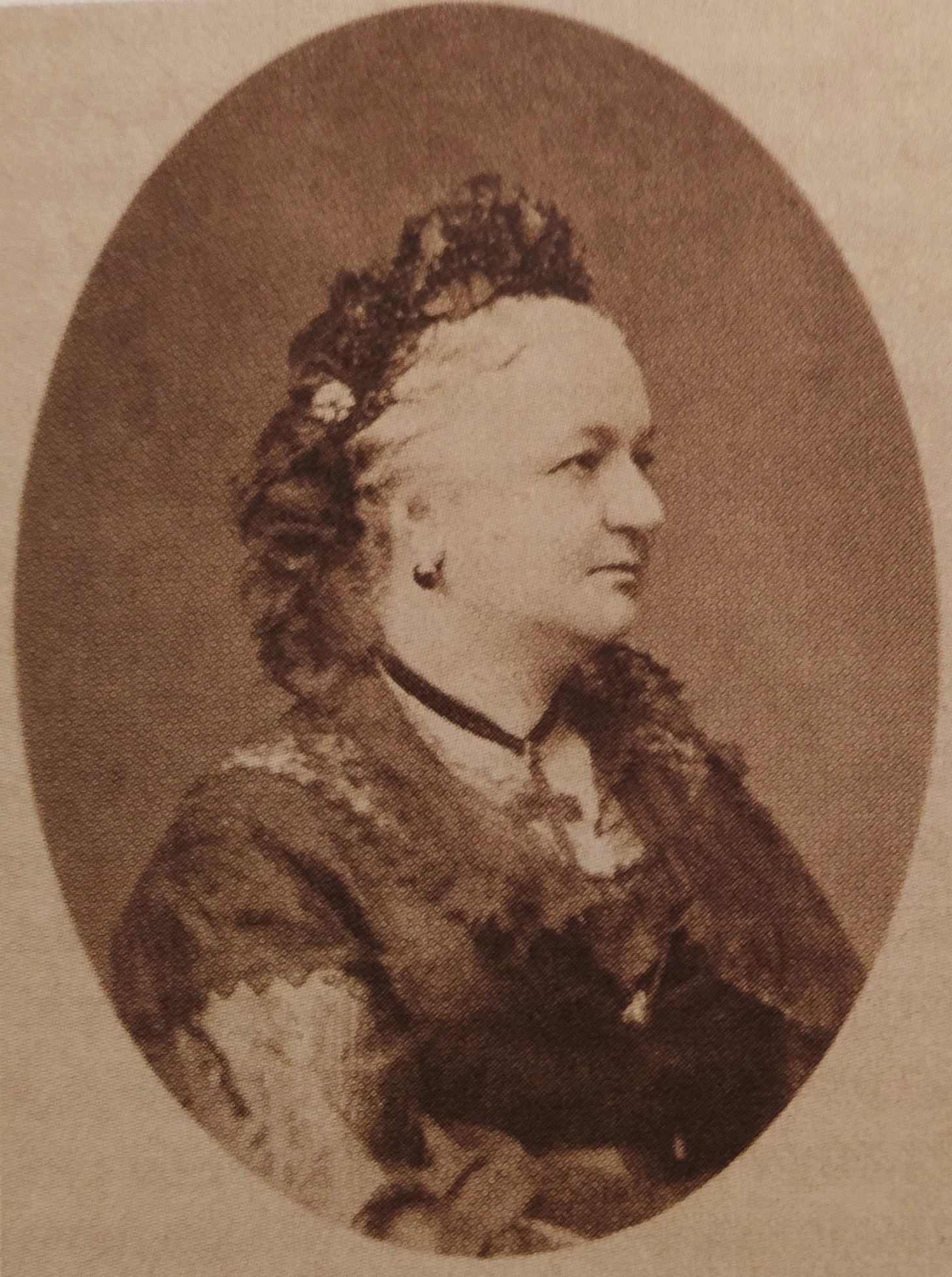
Manželka Hermína, rozená hraběnka Chotková (1815–1882)

Po úmrtí své matky Viktorie, rozené de Poutet (1789–1887) požádal o rozšíření rodového jména a od roku 1887 se svými potomky užíval příjmení Folliot de Crenneville-Poutet. V roce 1844 se na zámku Dolná Krupá oženil s hraběnkou Hermínou Chotkovou (1815–1882), c. k. palácovou dámou a dámou Řádu hvězdového kříže, z uherské linie starobylého českého rodu Chotků. Narodilo se jim pět synů, tři z nich dosáhli dospělosti.
- 1. Hermann (12. 7. 1846 Dolná Krupá – 13. 5. 1847 Vídeň)[12]
- 2. Viktor (12. 7. 1847 Dolná Krupá – 28. 9. 1920 Gmunden), diplomat, vyslanec v Maroku a generální konzul v Tunisu, manž. 1882 hraběnka Isabella z Wydenbrucku (6. 5. 1862 Wiesbaden – 21. 2. 1936 Salcburk)[13][12]
- 3. Otto (31. 10. 1853 Dolná Krupá – 6. 3. 1854 tamtéž)[12]
- 4. Heinrich Otto (9. 2. 1855 Florencie – 4. 11. 1929 Vídeň), diplomat, generální konzul v Oděse, Tbilisi a Liverpoolu, manž. 1888 Rosalie von Glaser (8. 5. 1860 Vídeň – 1931)[12]
- 5. Franz (2. 5. 1856 Parma – 17. 10. 1935 Nördlingen), c. k. plukovník, komoří, rytíř Maltézského řádu, manž. 1895 hraběnka Hermína Zichyová z Vaszonykeö (4. 4. 1866 Budapešť – 17. 2. 1938 Salcburk)[12]

Františkovi starší bratři Karel (1811–1873) a Ludvík (1813–1876) sloužili také v rakouské armádě. Ludwig dosáhl hodnosti c. k. generála jezdectva a byl guvernérem v Sedmihradsku (1861–1867).
Jejich švagr hrabě Julius von Falkenhayn (1829–1899) byl dlouholetým rakouským ministrem zemědělství.
Franzovi švagři z rodu Chotků Otto (1816–1889) a Rudolf (1822–1903) vlastnili statky v Uhrách a Čechách a zasedali v uherské panské sněmovně.